# 李察·布雷克
李察·柯林·布雷克（英語：Richard Colin Brake，1964年11月30日—），威爾士裔美國男演員，以配角而著名的角色演員，如電影《蝙蝠俠：開戰時刻》（2005年）中的喬·齊爾、《31》（2016年）中的Doom-Head及《曼蒂》（2018年）中的化學家。他也在HBO電視劇《权力的游戏》（2014年至2015年）中飾演夜王。

## 早年
李察·布雷克出生於英國威爾士的伊斯特拉德米納赫。1967年，他和他的家人移居美國，在那一開始定居在亚特兰大。之後，他在北卡罗来纳州、田纳西州和俄亥俄州哈德遜成長，並曾就讀杜克大学和西方儲備學院。布雷克在山姆·科根於倫敦成立的高根戲劇藝術學院（The Kogan Academy of Dramatic Arts）和碧翠絲·史翠的麥可·契訶夫工作室（Michael Chekhov Studio，位於紐約市）學習表演。

## 外部連結
- 在AllMovie上李察·布雷克的頁面（英文）
- 李察·布雷克在互联网电影资料库（IMDb）上的資料（英文）